# Geleznowia verrucosa
Geleznowia verrucosa är en vinruteväxtart som beskrevs av Porphir Kiril Nicolai Stepanowitsch Turczaninow. Geleznowia verrucosa ingår i släktet Geleznowia och familjen vinruteväxter. Inga underarter finns listade i Catalogue of Life.